# Stranići kod Svetog Lovreča
Stranići kod Svetog Lovreča (en italien : Stranici di San Lorenzo) est une localité de Croatie située en Istrie, dans la municipalité de Sveti Lovreč, dans le comitat d'Istrie. En 2001, la localité comptait 36 habitants.

## Démographie
| 1948 | 1953 | 1961 | 1971 | 1981 | 1991 | 2001 |
| ---- | ---- | ---- | ---- | ---- | ---- | ---- |
| 135  | 91   | 80   | 52   | 37   | 32   | 36   |